# Список резолюций Совета Безопасности ООН с наложенным вето
Это список резолюций Совета Безопасности Организации Объединенных Наций, на которые наложил вето один из пяти постоянных членов Совета Безопасности в период с 16 февраля 1946 года по настоящее время.
Количество резолюций, на которые наложил вето каждый из пяти постоянных членов Совета Безопасности с 1946 года по настоящее время.
v • t • e 

## Таблица
| Дата               | Проект                   | Протокол встречи      | Пункт повестки дня | Вето постоянного члена         |
| ------------------ | ------------------------ | --------------------- | --- | ------------------------------ |
| 4 июня 2025        | S/2025/353               | S/PV.9929             | Ситуация на Ближнем Востоке, включая палестинский вопрос | США                            |
| 20 ноября 2024     | S/2024/835               | S/PV.9790             | Ситуация на Ближнем Востоке, включая палестинский вопрос | США                            |
| 18 ноября 2024     | S/2024/826               | S/PV.9786             | Доклады Генерального секретаря по Судану и Южному Судану | Россия                         |
| 24 апреля 2024     | S/2024/302               | S/PV.9616             | Нераспространение | Россия                         |
| 18 апреля 2024     | S/2024/312               | S/PV.9609             | Приём Палестины в состав ООН | США                            |
| 28 марта 2024      | S/2024/255               | S/PV.9591             | Нераспространение/КНДР | Россия                         |
| 22 марта 2024      | S/2024/239               | S/PV.9584             | Ситуация на Ближнем Востоке, включая палестинский вопрос | Китай · Россия                 |
| 20 февраля 2024    | S/2024/173               | S/PV.9552             | Ситуация на Ближнем Востоке, включая палестинский вопрос | США                            |
| 8 декабря 2023     | S/2023/970               | S/PV.9499             | Ситуация на Ближнем Востоке, включая палестинский вопрос | США                            |
| 25 октября 2023    | S/2023/792               | S/PV.9453             | Ситуация на Ближнем Востоке, включая палестинский вопрос | Китай · Россия                 |
| 18 октября 2023    | S/2023/773               | S/PV.9442             | Ситуация на Ближнем Востоке, включая палестинский вопрос | США                            |
| 30 августа 2023    | S/2023/638               | S/PV.9408             | Ситуация в Мали | Россия                         |
| 11 июля 2023       | S/2023/506               | S/PV.9371             | Ситуация на Ближнем Востоке | Россия                         |
| 30 сентября 2022   | S/2022/720               | S/PV.9143             | Поддержка мира и безопасности на Украине | Россия                         |
| 8 июля 2022        | S/2022/538               | S/PV.9087             | Ситуация на Ближнем Востоке | Россия                         |
| 26 мая 2022        | S/2022/431               | S/PV.9048             | Нераспространение/КНДР | Китай · Россия                 |
| 25 февраля 2022    | S/2022/155               | S/PV.8979             | Письмо Постоянного представителя Украины при Организации Объединенных Наций от 28 февраля 2014 года на имя Председателя Совета Безопасности (S/2014/136). (Вторжение России на Украину (2022)) | Россия                         |
| 13 декабря 2021    | S/2021/990               | S/PV.8926             | Поддержание международного мира и безопасности: климат и безопасность | Россия                         |
| 31 августа 2020    | S/2020/852               | S/2020/870 S/2020/865 | Угрозы международному миру и безопасности, вызванные террористическими актами | США                            |
| 10 июля 2020       | S/2020/667               | S/2020/693 S/2020/681 | Гуманитарный доступ в Сирию | Китай · Россия                 |
| 7 июля 2020        | S/2020/654               | S/2020/661 S/2020/657 | Гуманитарный доступ в Сирию | Китай · Россия                 |
| 20 декабря 2019    | S/2019/961               | S/PV.8697             | Гуманитарный доступ в Сирию (через границы с Ираком и Турцией) | Китай · Россия                 |
| 19 сентября 2019   | S/2019/756               | S/PV.8623             | Ситуация на Ближнем Востоке (в связи с наступлением на северо-запад Сирии, частью продолжающейся гражданской войны в Сирии) | Китай · Россия                 |
| 28 февраля 2019    | S/2019/186               | S/PV.8476             | Ситуация в Боливарианской Республике Венесуэла (в связи с политическим кризисом в Венесуэле и результатами президентских выборов) | Китай · Россия                 |
| 1 июня 2018        | S/2018/516               | S/PV.8274             | Ситуация на Ближнем Востоке, включая палестинский вопрос (относительно столкновений на границе Израиля с сектором Газа) | США                            |
| 10 апреля 2018     | S/2018/321               | S/PV.8228             | Ситуация на Ближнем Востоке (Применение химического оружия в ходе гражданской войны в Сирии) | Россия                         |
| 26 февраля 2018    | S/2018/156               | S/PV.8190             | Санкции против Йемена (Гражданская война в Йемене (с 2014)) | Россия                         |
| 18 декабря 2017    | S/2017/1060              | S/PV.8139             | Ситуация на Ближнем Востоке, включая палестинский вопрос (относительно признания Соединенными Штатами Иерусалима столицей Израиля) | США                            |
| 17 ноября 2017     | S/2017/970               | S/PV.8107             | Ближний Восток (Применение химического оружия в ходе гражданской войны в Сирии) | Россия                         |
| 16 ноября 2017     | S/2017/962               | S/PV.8105             | Ближний Восток (Применение химического оружия в ходе гражданской войны в Сирии) | Россия                         |
| 24 октября 2017    | S/2017/884               | S/PV.8073             | Ближний Восток (Применение химического оружия в ходе гражданской войны в Сирии) | Россия                         |
| 12 апреля 2017     | S/2017/315               | S/PV.7922             | Ближний Восток (Применение химического оружия в ходе гражданской войны в Сирии) | Россия                         |
| 28 февраля 2017    | S/2017/172               | S/PV.7893             | Ближний Восток (Применение химического оружия в ходе гражданской войны в Сирии) | Китай · Россия                 |
| 5 декабря 2016     | S/2016/1026              | S/PV.7825             | Ближний Восток (Гражданская война в Сирии) | Китай · Россия                 |
| 8 октября 2016     | S/2016/846               | S/PV.7785             | Ближний Восток (Гражданская война в Сирии) | Россия                         |
| 29 июля 2015       | S/2015/562               | S/PV.7498             | Письмо Постоянного представителя Украины при Организации Объединенных Наций от 28 февраля 2014 года на имя Председателя Совета Безопасности (S/2014/136). (катастрофа Boeing 777 в Донецкой области)                                                                                                | Россия                         |
| 8 июля 2015        | S/2015/508               | S/PV.7481             | Ситуация в Боснии и Герцеговине (20-летие резни в Сребренице во время войны в Боснии и Герцеговине) | Россия                         |
| 22 мая 2014        | S/2014/348               | S/PV.7180             | Ближний Восток - Сирия (Гражданская война в Сирии) | Китай · Россия                 |
| 15 марта 2014      | S/2014/189               | S/PV.7138             | Письмо Постоянного представителя Украины при Организации Объединенных Наций от 28 февраля 2014 года на имя Председателя Совета Безопасности (S/2014/136). (относительно аннексии Крымского полуострова Россией)                                                                                     | Россия                         |
| 19 июля 2012       | S/2012/538               | S/PV.6810             | Ближний Восток - Сирия (Гражданская война в Сирии) | Китай · Россия                 |
| 4 февраля 2012     | S/2012/77                | S/PV.6711             | Ближний Восток - Сирия (Гражданская война в Сирии) | Китай · Россия                 |
| 4 октября 2011     | S/2011/612               | S/PV.6627             | Ближний Восток - Сирия (Гражданская война в Сирии) | Китай · Россия                 |
| 18 февраля 2011    | S/2011/24                | S/PV.6484             | Ситуация на Ближнем Востоке, включая палестинский вопрос (относительно израильских поселений) | США                            |
| 15 июня 2009       | S/2009/310               | S/PV.6143             | Грузия (Война в Грузии) | Россия                         |
| 11 июля 2008       | S/2008/447               | S/PV.5933             | Мир и безопасность - Африка (Зимбабве) (конфликт вокруг президентских выборов в Зимбабве) | Китай · Россия                 |
| 12 января 2007     | S/2007/14                | S/PV.5619             | Мьянма (относительно правления военной хунты до Шафрановой революции) | Китай · Россия                 |
| 11 ноября 2006     | S/2006/878               | S/PV.5565             | Ситуация на Ближнем Востоке, включая палестинский вопрос (касающийся обстрела Бейт-Хануна и обстрелов территории Израиля из сектора Газа) | США                            |
| 13 июля 2006       | S/2006/508               | S/PV.5418             | Ситуация на Ближнем Востоке, включая палестинский вопрос (касающийся трансграничного рейда «Хезболлы» и начала второй ливанской войны) | США                            |
| 5 октября 2004     | S/2004/783               | S/PV.5051             | Ситуация на Ближнем Востоке, включая палестинский вопрос (касательно Второй палестинской интифады) | США                            |
| 21 апреля 2004     | S/2004/313               | S/PV.4947             | Кипр (кипрский конфликт и план Аннана по Кипру) | Россия                         |
| 25 марта 2004      | S/2004/240               | S/PV.4934             | Ситуация на Ближнем Востоке, включая палестинский вопрос (касательно Второй палестинской интифады) | США                            |
| 14 октября 2003    | S/2003/980               | S/PV.4842             | Ситуация на Ближнем Востоке, включая палестинский вопрос (касательно Второй палестинской интифады) | США                            |
| 16 сентября 2003   | S/2003/891               | S/PV.4828             | Ситуация на Ближнем Востоке, включая палестинский вопрос (касательно Второй палестинской интифады) | США                            |
| 20 декабря 2002    | S/2002/1385              | S/PV.4681             | Ситуация на Ближнем Востоке, включая палестинский вопрос (касательно Второй палестинской интифады) | США                            |
| 30 июня 2002       | S/2002/712               | S/PV.4563             | Ситуация в Боснии и Герцеговине (относительно Дейтонских соглашений, положивших конец боснийской войне) | США                            |
| 14-15 декабря 2001 | S/2001/1199              | S/PV.4438             | Ситуация на Ближнем Востоке, включая палестинский вопрос (касательно Второй палестинской интифады) | США                            |
| 27-28 марта 2001   | S/2001/270               | S/PV.4305             | Ситуация на Ближнем Востоке, включая палестинский вопрос (касательно Второй палестинской интифады) | США                            |
| 25 февраля 1999    | S/1999/201               | S/PV.3982             | Ситуация в бывшей югославской Республике Македония (влияние косовской войны на Македонию, которая в конечном итоге привела к конфликту в Македонии в 2001 году) | Китай                          |
| 21 марта 1997      | S/1997/241               | S/PV.3756             | Ситуация на оккупированных арабских территориях (израильские поселения, в частности Хар-Хома) | США                            |
| 7 марта 1997       | S/1997/199               | S/PV.3747             | Ситуация на оккупированных арабских территориях (израильские поселения, в частности Хар-Хома) | США                            |
| 10 января 1997     | S/1997/18                | S/PV.3730             | Центральная Америка: усилия на пути к миру (Гватемальский мирный процесс 1994–1996 гг., положивший конец гражданской войне в Гватемале) | Китай                          |
| 17 мая 1995        | S/1995/394               | S/PV.3538             | Ситуация на оккупированных арабских территориях (израильские поселения) | США                            |
| 2 декабря 1994     | S/1994/1358              | S/PV.3475             | Ситуация в Республике Босния и Герцеговина (Югославские войны, в основном боснийская война) | Россия                         |
| 11 мая 1993        | S/25693                  | S/PV.3211             | Ситуация на Кипре (Вооруженные силы Организации Объединенных Наций по поддержанию мира на Кипре в связи с кипрским спором) | Россия                         |
| 31 мая 1990        | S/21326                  | S/PV.2926             | Ситуация на оккупированных арабских территориях (Первая палестинская интифада) | США                            |
| 17 января 1990     | S/21084                  | S/PV.2905             | Письмо Никарагуа от 3 января 1990 года на имя Председателя Совета Безопасности (относительно нарушения дипломатического статуса посольства Никарагуа в Панаме силами специального назначения США во время вторжения США в Панаму)                                                                   | США                            |
| 23 декабря 1989    | S/21048                  | S/PV.2902             | Ситуация в Панаме (вторжение США в Панаму) | Франция · Великобритания · США |
| 7 ноября 1989      | S/20945/Rev.1            | S/PV.2889             | Ситуация на оккупированных арабских территориях (Первая палестинская интифада) | США                            |
| 9 июня 1989        | S/20677                  | S/PV.2867             | Ситуация на оккупированных арабских территориях (Первая палестинская интифада) | США                            |
| 17 февраля 1989    | S/20463                  | S/PV.2850             | Ситуация на оккупированных арабских территориях (Первая палестинская интифада) | США                            |
| 11 января 1989     | S/20378                  | S/PV.2841             | Письма Ливии и Бахрейна от 4 января 1989 г. Председателю Совета Безопасности (инцидент в заливе Сидра с участием США и Ливии) | Франция · Великобритания · США |
| 14 декабря 1988    | S/20322                  | S/PV.2832             | Ситуация на Ближнем Востоке (израильско-ливанский конфликт) | США                            |
| 10 мая 1988        | S/19868                  | S/PV.2814             | Ситуация на Ближнем Востоке (израильско-ливанский конфликт) | США                            |
| 15 апреля 1988     | S/19780                  | S/PV.2806             | Ситуация на оккупированных арабских территориях (Первая палестинская интифада) | США                            |
| 8 марта 1988       | S/19585                  | S/PV.2797             | Вопрос о Южно-Африканской Республике (апартеид и война за независимость Намибии) | Великобритания · США           |
| 1 февраля 1988     | S/19466                  | S/PV.2790             | Ситуация на оккупированных арабских территориях (Первая палестинская интифада) | США                            |
| 18 января 1988     | S/19434                  | S/PV.2784             | Ситуация на Ближнем Востоке (израильско-ливанский конфликт) | США                            |
| 9 апреля 1987      | S/18785                  | S/PV.2747             | Ситуация в Намибии (война за независимость Намибии) | Великобритания · США           |
| 20 февраля 1987    | S/18705                  | S/PV.2738             | Вопрос о Южно-Африканской Республике (апартеид и война за независимость Намибии) | Великобритания · США           |
| 28 октября 1986    | S/18428                  | S/PV.2718             | Письмо Никарагуа от 17 октября 1986 года на имя Председателя Совета Безопасности (Никарагуа против Соединенных Штатов о поддержке Соединенными Штатами контрас) | США                            |
| 31 июля 1986       | S/18250                  | S/PV.2704             | Письмо Никарагуа от 22 июля 1986 года на имя Председателя Совета Безопасности (Никарагуа против Соединенных Штатов о поддержке Соединенными Штатами контрас) | США                            |
| 18 июня 1986       | S/18163                  | S/PV.2693             | Жалоба Анголы против Южно-Африканской Республики (Гражданская война в Анголе) | Великобритания · США           |
| 23 мая 1986        | S/18087/Rev.1            | S/PV.2686             | Ситуация в Южной Африке (война за независимость Намибии) | Великобритания · США           |
| 21 апреля 1986     | S/18016/Rev.1            | S/PV.2682             | Письма Ливии, Буркина-Фасо, Сирии и Омана от 15 апреля 1986 года на имя Председателя Совета Безопасности (Операция «Каньон Эльдорадо») | Франция · Великобритания · США |
| 6 февраля 1986     | S/17796/Rev.1            | S/PV.2655             | Письмо Сирии от 4 февраля 1986 г. на имя Председателя Совета Безопасности (Израиль перехватывает ливийский самолет) | США                            |
| 30 января 1986     | S/17769/Rev.1            | S/PV.2650             | Ситуация на оккупированных арабских территориях (позиции по Иерусалиму) | США                            |
| 17 января 1986     | S/17730/Rev.2            | S/PV.2642             | Ситуация на Ближнем Востоке (израильско-ливанский конфликт) | США                            |
| 15 ноября 1985     | S/17633                  | S/PV.2629             | Ситуация в Намибии (Переходное правительство национального единства (Намибия) и война за независимость Намибии) | Великобритания · США           |
| 13 сентября 1985   | S/17459                  | S/PV.2605             | Ситуация на оккупированных арабских территориях | США                            |
| 12 марта 1985      | S/17000                  | S/PV.2573             | Ситуация на Ближнем Востоке (Ливанская война) | США                            |
| 6 сентября 1984    | S/16732                  | S/PV.2556             | Ситуация на Ближнем Востоке (Ливанская война) | США                            |
| 4 апреля 1984      | S/16463                  | S/PV.2529             | Письмо Никарагуа от 29 марта 1984 года на имя Председателя Совета Безопасности (Иностранное вмешательство, включая минирование гаваней во время гражданской войны в Никарагуа) | США                            |
| 29 февраля 1984    | S/16351/Rev.2            | S/PV.2519             | Ситуация на Ближнем Востоке (Ливанская война) | СССР                           |
| 27-28 октября 1983 | S/16077/Rev.1            | S/PV.2491             | Ситуация в Гренаде (вторжение США на Гренаду и предшествовавшие ему события) | США                            |
| 12 сентября 1983   | S/15966/Rev.1            | S/PV.2476             | Письма США, Республики Корея, Канады и Японии от 1 сентября 1983 г. Председателю Совета Безопасности и Письмо Австралии от 2 сентября 1983 г. Председателю Совета Безопасности (катастрофа Boeing 747 над Сахалином)                                                                                | СССР                           |
| 2 августа 1983     | S/15895                  | S/PV.2461             | Ситуация на оккупированных арабских территориях | США                            |
| 6 августа 1982     | S/15347/Rev.1            | S/PV.2391             | Ситуация на Ближнем Востоке (Ливанская война) | США                            |
| 26 июня 1982       | S/15255/Rev.2            | S/PV.2381             | Ситуация на Ближнем Востоке (Ливанская война) | США                            |
| 8 июня 1982        | S/15185                  | S/PV.2377             | Ситуация на Ближнем Востоке (Ливанская война) | США                            |
| 4 июня 1982        | S/15156/Rev.2            | S/PV.2373             | Вопрос о положении в районе Фолклендских (Мальвинских) островов (Фолклендская война) | Великобритания · США           |
| 20 апреля 1982     | S/14985                  | S/PV.2357             | Ситуация на оккупированных арабских территориях (политический статус Иерусалима) | США                            |
| 2 апреля 1982      | S/14943                  | S/PV.2348             | Ситуация на оккупированных арабских территориях | США                            |
| 2 апреля 1982      | S/14941                  | S/PV.2347             | Письмо Никарагуа от 19 марта 1982 года на имя Генерального секретаря (Иностранное вмешательство в гражданскую войну в Никарагуа) | США                            |
| 20 января 1982     | S/14832/Rev.1            | S/PV.2329             | Ситуация на оккупированных арабских территориях (израильская оккупация Голанских высот) | США                            |
| 31 августа 1981    | S/14664/Rev.2            | S/PV.2300             | Жалоба Анголы против Южно-Африканской Республики (Гражданская война в Анголе) | США                            |
| 30 апреля 1981     | S/14462                  | S/PV.2277             | Ситуация в Намибии (война за независимость Намибии) | Франция · Великобритания · США |
| 30 апреля 1981     | S/14461                  | S/PV.2277             | Ситуация в Намибии (война за независимость Намибии) | Франция · Великобритания · США |
| 30 апреля 1981     | S/14460/Rev.1            | S/PV.2277             | Ситуация в Намибии (война за независимость Намибии) | Франция · Великобритания · США |
| 30 апреля 1981     | S/14459                  | S/PV.2277             | Ситуация в Намибии (война за независимость Намибии) | Франция · Великобритания · США |
| 30 апреля 1980     | S/13911                  | S/PV.2220             | Вопрос об осуществлении палестинским народом своих неотъемлемых прав (палестино-израильский конфликт) | США                            |
| 11-13 января 1980  | S/13735                  | S/PV.2191             | Письма США Председателю Совета Безопасности от 22 декабря 1979 г. по вопросу об американских заложниках в Иране. | СССР                           |
| 7-9 января 1980    | S/13729                  | S/PV.2190             | Письмо от 3 января 1980 г. от 52 стран Председателю Совета Безопасности (советско-афганская война) | СССР                           |
| 16 марта 1979      | S/13162                  | S/PV.2129             | Ситуация в Юго-Восточной Азии и ее последствия для международного мира и безопасности. Пограничный спор между Китаем и Вьетнамом (кампучийско-вьетнамский конфликт и ответная китайско-вьетнамская война)                                                                                           | СССР                           |
| 15 января 1979     | S/13027                  | S/PV.2112             | Телеграмма Демократической Кампучии Председателю Совета Безопасности от 3 января 1979 г. (кампучийско-вьетнамский конфликт) | СССР                           |
| 31 октября 1977    | S/12312/Rev.1            | S/PV.2045             | Вопрос о Южно-Африканской Республике (апартеид) | Франция · Великобритания · США |
| 31 октября 1977    | S/12311/Rev.1            | S/PV.2045             | Вопрос о Южно-Африканской Республике (апартеид, война за независимость Намибии и программа ядерного оружия ЮАР) | Франция · Великобритания · США |
| 31 октября 1977    | S/12310/Rev.1            | S/PV.2045             | Вопрос о Южно-Африканской Республике (апартеид и война за независимость Намибии) | Франция · Великобритания · США |
| 15 ноября 1976     | S/12226                  | S/PV.1972             | Прием в состав новых членов Вьетнама (Социалистическая Республика Вьетнам) | США                            |
| 19 октября 1976    | S/12211                  | S/PV.1963             | Ситуация в Намибии (война за независимость Намибии) | Франция · Великобритания · США |
| 29 июня 1976       | S/12119                  | S/PV.1938             | Вопрос об осуществлении палестинским народом своих неотъемлемых прав (палестино-израильский конфликт и арабо-израильский конфликт) | США                            |
| 23 июня 1976       | S/12110                  | S/PV.1932             | Прием в состав новых членов Анголы (Народная Республика Ангола) | США                            |
| 25 марта 1976      | S/12022                  | S/PV.1899             | Просьба Ливии и Пакистана рассмотреть серьезную ситуацию, возникшую в результате недавних событий на оккупированных арабских территориях (палестино-израильский конфликт, политический статус Иерусалима и оккупированные Израилем территории после Шестидневной войны)                             | США                            |
| 6 февраля 1976     | S/11967                  | S/PV.1888             | Ситуация на Коморах (относительно суверенитета Франции над островом Майотта, референдума о независимости 1974 г. и предстоящего референдума 1976 г.) | Франция                        |
| 26 января 1976     | S/11940                  | S/PV.1879             | Ближневосточная проблема, включая палестинский вопрос (о палестинском праве на возвращение и оккупированных Израилем территориях после Шестидневной войны) | США                            |
| 8 декабря 1975     | S/11898                  | S/PV.1862             | Ситуация на Ближнем Востоке (израильско-ливанский конфликт) | США                            |
| 30 сентября 1975   | S/11833                  | S/PV.1846             | Прием в состав новых членов Демократической Республики Вьетнам (Северный Вьетнам) | США                            |
| 30 сентября 1975   | S/11832                  | S/PV.1846             | Прием в состав новых членов Республики Южный Вьетнам (Южный Вьетнам) | США                            |
| 11 августа 1975    | S/11796                  | S/PV.1836             | Прием в состав новых членов Демократической Республики Вьетнам (Северный Вьетнам) | США                            |
| 11 августа 1975    | S/11795                  | S/PV.1836             | Прием в состав новых членов Республики Южный Вьетнам (Южный Вьетнам) | США                            |
| 6 июня 1975        | S/11713                  | S/PV.1829             | Ситуация в Намибии (война за независимость Намибии) | Франция · Великобритания · США |
| 30 октября 1974    | S/11543                  | S/PV.1808             | Отношения между ООН и Южно-Африканской Республикой (апартеид и война за независимость Намибии) | Франция · Великобритания · США |
| 31 июля 1974       | as amended S/11400       | S/PV.1788             | Ситуация на Кипре (турецкое вторжение на Кипр) | СССР                           |
| 26 июля 1973       | S/10974                  | S/PV.1735             | Ситуация на Ближнем Востоке (палестино-израильский конфликт и оккупированные Израилем территории после Шестидневной войны) | США                            |
| 22 мая 1973        | S/10928                  | S/PV.1716             | Вопрос о ситуации в Южной Родезии (участие Южно-Африканской Республики и Португалии в войне в Южной Родезии) | Великобритания · США           |
| 21 марта 1973      | S/10931/Rev.1            | S/PV.1704             | Рассмотрение мер по поддержанию и укреплению мира и безопасности в Латинской Америке (право собственности на Панамский канал в соответствии с Договором Хэя — Бюно-Варийи 1903 г. и растущее стремление к панамской собственности)                                                                  | США                            |
| 29 сентября 1972   | as amended S/10805/Rev.1 | S/PV.1666             | Вопрос о ситуации в Южной Родезии (Односторонняя декларация независимости Родезии и война в Южной Родезии) | Великобритания                 |
| 10 сентября 1972   | S/10784                  | S/PV.1662             | Ситуация на Ближнем Востоке (налет израильской авиации на Сирию и Ливан ) | США                            |
| 25 августа 1972    | S/10771                  | S/PV.1660             | Прием в состав новых членов Бангладеш (Народная Республика Бангладеш) | Китай                          |
| 4 февраля 1972     | S/10606                  | S/PV.1639             | Рассмотрение вопросов, касающихся Африки, которыми в настоящее время занимается Совет Безопасности, и выполнение соответствующих резолюций Совета о ситуации в Южной Родезии (Односторонняя декларация независимости Родезии и война в Южной Родезии)                                               | Великобритания                 |
| 30 декабря 1971    | S/10489                  | S/PV.1623             | Вопрос о ситуации в Южной Родезии (Односторонняя декларация независимости Родезии и война в Южной Родезии) | Великобритания                 |
| 13 декабря 1971    | S/10446/Rev.1            | S/PV.1613             | Письмо США Председателю Совета Безопасности от 12 декабря 1971 г. по индийско-пакистанскому вопросу (Третья индо-пакистанская война) | СССР                           |
| 5 декабря 1971     | S/10423                  | S/PV.1607             | Письмо Аргентины, Бельгии, Бурунди, Италии, Японии, Никарагуа, Сомали, Великобритании и США от 4 декабря 1971 г. Председателю Совета Безопасности по индийско-пакистанскому вопросу (Третья индо-пакистанская война)                                                                                | СССР                           |
| 4 декабря 1971     | S/10416                  | S/PV.1606             | Письмо Аргентины, Бельгии, Бурунди, Италии, Японии, Никарагуа, Сомали, Великобритании и США от 4 декабря 1971 г. Председателю Совета Безопасности по индийско-пакистанскому вопросу (Третья индо-пакистанская война)                                                                                | СССР                           |
| 10 ноября 1970     | S/9976                   | S/PV.1556             | Вопрос о ситуации в Южной Родезии (Односторонняя декларация независимости Родезии и война в Южной Родезии) | Великобритания                 |
| 17 марта 1970      | S/9696                   | S/PV.1534             | Вопрос о ситуации в Южной Родезии (Односторонняя декларация независимости Родезии и война в Южной Родезии) | Великобритания · США           |
| 22 августа 1968    | S/8761                   | S/PV.1443             | Письмо Канады, Дании, Франции, Парагвая, Великобритании и США от 21 августа 1968 г. Председателю Совета Безопасности относительно ситуации в Чехословакии (ввод войск стран Варшавского договора в Чехословакию под руководством СССР)                                                              | СССР                           |
| 4 ноября 1966      | S/7575/Rev.1             | S/PV.1319             | Палестинский вопрос (столкновения Сирии и Израиля в рамках Войны за воду (река Иордан)) | СССР                           |
| 21 декабря 1964    | as amended S/6113        | S/PV.1182             | Палестинский вопрос (события 13 ноября 1964 г. в рамках Войны за воду (река Иордан)) | СССР                           |
| 17 сентября 1964   | S/5973                   | S/PV.1152             | Письмо Малайзии Председателю Совета Безопасности от 3 сентября 1964 г. (десант у Лабиса в рамках индонезийско-малайзийской конфронтации) | СССР                           |
| 13 сентября 1963   | S/5425/Rev.1             | S/PV.1069             | Ситуация в Южной Родезии (легитимность правительства Родезийского фронта и правление Великобритании в Южной Родезии до войны в Южной Родезии) | Великобритания                 |
| 3 сентября 1963    | S/5407                   | S/PV.1063             | Палестинский вопрос (убийство двух граждан Израиля 19 августа 1963 года в Альмагоре преступниками, прибывшими из Сирии) | СССР                           |
| 22 июня 1962       | S/5134                   | S/PV.1016             | Индийско-пакистанский вопрос (индийско-пакистанские отношения) | СССР                           |
| 18 декабря 1961    | S/5033                   | S/PV.988              | Письмо Португалии Председателю Совета Безопасности от 18 декабря 1961 г. относительно Гоа (вооруженная аннексия Гоа Индией) | СССР                           |
| 30 ноября 1961     | S/5006                   | S/PV.985              | Заявка на членство Кувейта | СССР                           |
| 7 июля 1961        | S/4855                   | S/PV.960              | Жалобы Кувейта на ситуацию, возникшую из-за угрозы со стороны Ирака территориальной целостности Кувейта (британская военная операция в поддержку нового независимого государства Кувейт против территориальных претензий Ирака)                                                                     | СССР                           |
| 13 декабря 1960    | S/4578/Rev.1             | S/PV.920              | Письмо Генерального секретаря от 13 июля 1960 года на имя Председателя Совета Безопасности о ситуации в Конго (Конголезский кризис) | СССР                           |
| 3-4 декабря 1960   | S/4567/Rev.1             | S/PV.911              | Заявка на членство Мавритании (Исламская Республика Мавритания) | СССР                           |
| 17 сентября 1960   | S/4523                   | S/PV.906              | Письмо Генерального секретаря от 13 июля 1960 года на имя Председателя Совета Безопасности относительно ситуации в Конго (Конголезский кризис) | СССР                           |
| 26 июля 1960       | S/4409/Rev.1             | S/PV.883              | Телеграммы СССР Генеральному секретарю от 13 июля 1960 г. (советский истребитель МиГ в Баренцевом море 1 июля 1960 г. сбил американский РБ-47) | СССР                           |
| 26 июля 1960       | S/4411                   | S/PV.843              | Телеграммы СССР Генеральному секретарю от 13 июля 1960 г. (советский истребитель МиГ в Баренцевом море 1 июля 1960 г. сбил американский РБ-47) | СССР                           |
| 9 декабря 1958     | S/4130/Rev.1             | S/PV.843              | Прием в состав новых членов Вьетнама (Республика Вьетнам) | СССР                           |
| 9 декабря 1958     | S/4129/Rev.1             | S/PV.843              | Прием в состав новых членов Республики Корея (Южная Корея) | СССР                           |
| 22 июля 1958       | S/4055/Rev.1             | S/PV.837              | Письмо Ливана от 22 мая 1958 г. и Письмо Иордании от 17 июля 1958 г. на имя Председателя Совета Безопасности. Жалобы Ливана и Иордании на вмешательство в их внутренние дела со стороны Объединенной Арабской Республики (относительно Ливанского кризиса 1958 года)                                | СССР                           |
| 18 июля 1958       | S/4050/Rev.1             | S/PV.834              | Письмо Ливана от 22 мая 1958 г. и Письмо Иордании от 17 июля 1958 г. на имя Председателя Совета Безопасности. Жалобы Ливана и Иордании на вмешательство в их внутренние дела со стороны Объединенной Арабской Республики (относительно Ливанского кризиса 1958 года)                                | СССР                           |
| 2 мая 1958         | S/3995                   | S/PV.817              | Жалоба СССР в письме Председателю Совета Безопасности от 18 апреля 1958 г. «Неотложные меры по прекращению полетов военных самолетов США, вооруженных атомными и водородными бомбами, в направлении границ Советского Союза» (операция «Рывок вперед»)                                              | СССР                           |
| 9 сентября 1957    | S/3885                   | S/PV.790              | Прием в состав новых членов Вьетнама (Республика Вьетнам) | СССР                           |
| 9 сентября 1957    | S/3884                   | S/PV.790              | Прием в состав новых членов Республики Корея (Южная Корея) | СССР                           |
| 20 февраля 1957    | S/3787                   | S/PV.773              | Индийско-пакистанский вопрос (Кашмирский конфликт и индийско-пакистанские отношения) | СССР                           |
| 4 ноября 1956      | S/3730/Rev.1             | S/PV.754              | Письмо Франции, Великобритании и США от 27 октября 1956 г. Председателю Совета Безопасности относительно ситуации в Венгрии (участие СССР в Венгерском восстании) | СССР                           |
| 30 октября 1956    | S/3713/Rev.1             | S/PV.750              | Письмо США Председателю Совета Безопасности от 29 октября 1956 г. по вопросу о Палестине (Суэцкий кризис) | Франция · Великобритания       |
| 30 октября 1956    | S/3710                   | S/PV.749              | Письмо США Председателю Совета Безопасности от 29 октября 1956 г. по вопросу о Палестине (Суэцкий кризис) | Франция · Великобритания       |
| 15 декабря 1955    | S/3510                   | S/PV.706              | Прием в состав новых членов Японии | СССР                           |
| 20 июня 1954       | S/3236/Rev.1             | S/PV.675              | Телеграмма от 19 июня 1954 г. из Гватемалы на имя Председателя Совета Безопасности (поддержанный ЦРУ государственный переворот в Гватемале) | СССР                           |
| 18 июня 1954       | S/3229                   | S/PV.674              | Письмо Таиланда от 29 мая 1954 года на имя Председателя Совета Безопасности (вторжение Вьетминя в Таиланд) | СССР                           |
| 29 марта 1954      | S/3188/Corr.1            | S/PV.664              | Палестинский вопрос (несоблюдение Египтом резолюции 95) | СССР                           |
| 22 января 1954     | S/3151/Rev.2             | S/PV.656              | Палестинский вопрос (относительно демилитаризованной зоны Смешанной израильско-сирийской комиссии по перемирию) | СССР                           |
| 19 сентября 1952   | S/2760                   | S/PV.603              | Прием в состав новых членов Камбоджи (Королевство Камбоджа) | СССР                           |
| 19 сентября 1952   | S/2759                   | S/PV.603              | Прием в состав новых членов Лаоса (Королевство Лаос) | СССР                           |
| 19 сентября 1952   | S/2758                   | S/PV.603              | Прием в состав новых членов Вьетнама (Государство Вьетнам) | СССР                           |
| 18 сентября 1952   | S/2754                   | S/PV.602              | Прием в состав новых членов Японии | СССР                           |
| 16 сентября 1952   | S/2483                   | S/PV.600              | Прием в состав новых членов Ливии (Королевство Ливия) | СССР                           |
| 9 июля 1952        | S/2688                   | S/PV.590              | Вопрос о запросе на расследование предполагаемого бактериального оружия | СССР                           |
| 3 июля 1952        | S/2671                   | S/PV.587              | Вопрос о запросе на расследование предполагаемого бактериального оружия | СССР                           |
| 6 февраля 1952     | S/2443                   | S/PV.573              | Прием в состав новых членов Италии | СССР                           |
| 30 ноября 1950     | S/1894                   | S/PV.530              | Жалоба на вооруженное вторжение на Тайвань (Формоза); Жалоба на агрессию против Республики Корея (Корейская война) | СССР                           |
| 12 сентября 1950   | S/1752                   | S/PV.501              | Жалоба на бомбардировку авиацией территории Китая (США ошибочно бомбят китайскую взлетно-посадочную полосу 27 августа 1950 года во время Корейской войны) | СССР                           |
| 6 сентября 1950    | S/1653                   | S/PV.496              | Жалоба на агрессию против Республики Корея (Корейская война) | СССР                           |
| 18 октября 1949    | S/1408/Rev.1             | S/PV.452              | Регулирование и сокращение вооружений и вооруженных сил | СССР                           |
| 18 октября 1949    | S/1399/Rev.1             | S/PV.452              | Регулирование и сокращение вооружений и вооруженных сил | СССР                           |
| 11 октября 1949    | S/1398                   | S/PV.450              | Регулирование и сокращение вооружений и вооруженных сил | СССР                           |
| 13 сентября 1949   | S/1337                   | S/PV.443              | Заявка на членство Цейлона (Доминион Цейлон) | СССР                           |
| 13 сентября 1949   | S/1336                   | S/PV.443              | Заявление на членство Австрии (Оккупация Австрии войсками союзников) | СССР                           |
| 13 сентября 1949   | S/1335                   | S/PV.443              | Заявка на членство Ирландии | СССР                           |
| 13 сентября 1949   | S/1334                   | S/PV.443              | Заявка на членство Финляндии | СССР                           |
| 13 сентября 1949   | S/1333                   | S/PV.443              | Заявка на членство Италии | СССР                           |
| 13 сентября 1949   | S/1332                   | S/PV.443              | Заявка на членство Трансиордании (Иордания) | СССР                           |
| 13 сентября 1949   | S/1331                   | S/PV.443              | Заявка на членство Португалии | СССР                           |
| 7 сентября 1949    | S/1385                   | S/PV.439              | Заявка на членство Непала | СССР                           |
| 8 апреля 1949      | S/1305                   | S/PV.423              | Заявка на членство Республики Корея (Южная Корея) | СССР                           |
| 15 декабря 1948    | S/PV.384                 | S/PV.384              | Заявка на членство Цейлона (Доминион Цейлон) | СССР                           |
| 25 октября 1948    | S/1048                   | S/PV.372              | Идентичные уведомления от 29 сентября 1948 г. из Франции, Великобритании и США Генеральному секретарю (блокада Западного Берлина) | СССР                           |
| 18 августа 1948    | S/PV.351                 | S/PV.351              | Заявка на членство Цейлона (Доминион Цейлон) | СССР                           |
| 22 июня 1948       | S/836                    | S/PV.325              | Письмо Председателя Комиссии по атомной энергии от 26 мая 1948 года на имя Председателя Совета Безопасности, препровождающее Третий доклад Комиссии (Комиссия ООН по атомной энергии) | СССР                           |
| 24 мая 1948        | S/PV.3038                | S/PV.303              | Письмо Чили Генеральному секретарю от 12 марта 1948 г. о событиях в Чехословакии (поддержанный Советским Союзом государственный переворот в Чехословакии) | СССР                           |
| 24 мая 1948        | S/PV.303                 | S/PV.303              | Письмо Чили Генеральному секретарю от 12 марта 1948 г. о событиях в Чехословакии, предварительный вопрос (поддержанный Советским Союзом государственный переворот в Чехословакии 1948 г.) | СССР                           |
| 10 апреля 1948     | S/PV.279                 | S/PV.279              | Заявка на членство Италии | СССР                           |
| 1 октября 1947     | S/PV.206                 | S/PV.206              | Заявка на членство Италии | СССР                           |
| 1 октября 1947     | S/PV.206                 | S/PV.206              | Заявка на членство Финляндии | СССР                           |
| 15 сентября 1947   | S/552                    | S/PV.202              | Греческий вопрос о положении на севере Греции, предварительный вопрос (Гражданская война в Греции) | СССР                           |
| 15 сентября 1947   | S/552                    | S/PV.202              | Греческий вопрос о положении в северной Греции (Гражданская война в Греции) | СССР                           |
| 21 августа 1947    | S/PV.190                 | S/PV.190              | Заявление на членство Австрии (Оккупация Австрии войсками союзников) | СССР                           |
| 21 августа 1947    | S/PV.190                 | S/PV.190              | Заявка на членство Италии | СССР                           |
| 19 августа 1947    | S/486                    | S/PV.188              | Греческий вопрос Инциденты на границе с Грецией (Гражданская война в Греции против соседей Югославии, Албании и Болгарии) | СССР                           |
| 19 августа 1947    | S/471 S/471/Add.1        | S/PV.188              | Греческий вопрос Инциденты на границе с Грецией (Гражданская война в Греции против соседей Югославии, Албании и Болгарии) | СССР                           |
| 18 августа 1947    | S/PV.186                 | S/PV.186              | Заявка на членство Португалии | СССР                           |
| 18 августа 1947    | S/PV.186                 | S/PV.186              | Заявка на членство Ирландии | СССР                           |
| 18 августа 1947    | S/PV.186                 | S/PV.186              | Заявка на членство Трансиордании (Иордания) | СССР                           |
| 29 июля 1947       | S/PV.170                 | S/PV.170              | Греческий вопрос Инциденты на границе с Грецией (Гражданская война в Греции против соседей Югославии, Албании и Болгарии) | СССР                           |
| 25 марта 1947      | S/PV.122                 | S/PV.122              | Инцидент в проливе Корфу | СССР                           |
| 20 сентября 1946   | S/PV.70                  | S/PV.70               | Телеграмма Украинской ССР Генеральному секретарю от 24 августа 1946 года. В телеграмме рассматриваются два вопроса: пограничные инциденты, спровоцированные греческими вооруженными силами на границе с Албанией, и обострение ситуации присутствием британских войск. (Гражданская война в Греции) | СССР                           |
| 29 августа 1946    | S/PV.57                  | S/PV.57               | Заявка на членство Португалии | СССР                           |
| 29 августа 1946    | S/PV.57                  | S/PV.57               | Заявка на членство Ирландии | СССР                           |
| 29 августа 1946    | S/PV.57                  | S/PV.57               | Заявка на членство Трансиордании (Иордания) | СССР                           |
| 26 июня 1946       | S/PV.49                  | S/PV.49               | Испанский вопрос (в частности, вопрос о действиях в отношении франкистской Испании) | СССР                           |
| 26 июня 1946       | S/PV.49                  | S/PV.49               | Испанский вопрос (в частности, вопрос о действиях в отношении франкистской Испании) | СССР                           |
| 26 июня 1946       | S/PV.49                  | S/PV.49               | Испанский вопрос (в частности, вопрос о действиях в отношении франкистской Испании) | СССР                           |
| 18 июня 1946       | S/PV.45                  | S/PV.47               | Испанский вопрос (в частности, вопрос о действиях в отношении франкистской Испании) | СССР                           |
| 16 февраля 1946    | S/PV.23                  | S/PV.23               | Письмо глав делегаций Ливана и Сирии Генеральному секретарю от 4 февраля 1946 года. Письмо касалось вывода французских и британских войск с их территорий. | СССР                           |